# Samsung Galaxy A21s
El Samsung Galaxy A21s es un teléfono inteligente Android de gama media diseñado, desarrollado, comercializado y fabricado por Samsung Electronics como parte de la serie Galaxy A.
La serie A21s consiste de los modelos SM-A217F, SM-A217F/DS, SM-A217F/DSN, SM-A217M y SM-A217M/DS. El dispositivo ha recibido varias mejoras y actualizaciones clave en comparación con el modelo anterior, el Samsung Galaxy A21, como un nuevo procesador, el Samsung Exynos 850 y unas mejoras en la cámara. El dispositivo fue anunciado y lanzado en mayo de 2020. También ya cuenta con Android 12 y One UI 4.1 disponible para todo el mundo. Desde el 22 de agosto de 2022 el Galaxy A21s quedará de por vida en Android 12 porque no recibirá One UI 5.0 y Android 13, así quedando en el olvido y obsoleto.

## Especificaciones

### Hardware
El teléfono cuenta con una pantalla LCD Infinity O PLS TFT de 6.5 pulgadas con resolución HD+ de 720 x 1600, relación de aspecto 20:9, densidad de ~270 ppi y cuenta con protección Corning Gorilla Glass 3. El teléfono mide 163,7 milímetros (6,4 plg) x 75,3 milímetros (3 plg) x 8,9 milímetros (0,4 plg) y pesa 192 gramos (6,8 oz). El teléfono cuenta con el procesador Exynos 850 (8 nm) SoC (System on a chip) con una CPU octa-core (4x2.0 GHz Cortex-A55 y 4x2.0 GHz Cortex-A55) y una GPU Mali-G52. El teléfono cuenta con 3GB, 4GB o 6GB de RAM, así como almacenamiento interno de 32GB, 64GB o 128GB, que es expandible a través de tarjetas microSD de hasta 512GB. Cuenta con una batería de polímero de litio de 5000 mAh no extraíble de polímero de litio. Cuenta con soporte de carga rápida de 15W. También cuenta con un sensor de huellas digitales colocado en la parte trasera del dispositivo. 

#### Cámaras
El Samsung Galaxy A21s cuenta con un módulo de cuatro cámaras dispuestas en forma de «L» ubicadas en la esquina superior izquierda en una protuberancia rectangular como la del iPhone 11 y el Google Pixel 4. El módulo de cámaras está compuesto de una cámara gran angular de 48 MP, una cámara ultra gran angular de 8 MP, una cámara macro de 2 MP y un sensor de profundidad de 2 MP. También cuenta con una cámara frontal de 13 MP, que se ubica en un pequeño orificio en la parte superior izquierda de la pantalla. Las cámaras traseras tienen la capacidad de grabar videos de hasta 1080p a 30 fps. Las cámaras frontales pueden grabar en resolución 1080p a 30 fps. Las cámaras traseras también cuentan con estabilización de video Super Estable (Super Steady).

### Software
El dispositivo viene con el sistema operativo Android 10 y la capa de personalización One UI 2.0. El dispositivo además cuenta con Samsung Knox para una mayor seguridad del sistema.

## Historia
El dispositivo fue anunciado y lanzado en mayo de 2020.